# Língua keliko
Keliko (Kaliko) é uma língua sudanesa central  falada na República Democrática do Congo e no Sudão do Sul.
A língua omi já foi considerada como um dialeto da língua Keliko.